# Celina crassicornis
Celina crassicornis är en skalbaggsart som beskrevs av Sharp 1882. Celina crassicornis ingår i släktet Celina och familjen dykare. Inga underarter finns listade i Catalogue of Life.